# Pusy-et-Épenoux
 Pusy-et-Épenoux  es una población y comuna francesa, situada en la región de Franco Condado, departamento de Alto Saona, en el distrito de Vesoul y cantón de Vesoul-Ouest.

## Demografía
| 223 | 245 | 300 | 395 | 522 | 479 | 519 |
| Para los censos de 1962 a 1999 la población legal corresponde a la población sin duplicidades (Fuente: INSEE [Consultar]) |     |     |     |     |     |     |